# Jean-Jacques Challet-Venel
Jean-Jacques Challet-Venel (Ginevra, 11 maggio 1811 – 6 agosto 1893) è stato un politico svizzero.
Venne eletto consigliere federale per il Partito Liberale Radicale il 12 luglio 1864 e si dimise il 31 dicembre 1872.

## Dipartimenti
- 1864 - 1867 Dipartimento federale delle finanze
- 1868 Dipartimento federale delle poste
- 1869 Dipartimento federale delle finanze
- 1870 - 1872 Dipartimento federale delle poste